# 周祖德
周祖德（1946年4月—），湖南省宁乡县人，教授、博导。1970年毕业于华中工学院电机工程系。曾任华中理工大学教授、副校长。2000年5月至2010年6月任武汉理工大学校长。

## 简历
1984年至1986年在英国伯明翰大学进修，曾任英国Bolton大学、新加坡国立大学客座教授。
研究领域：微型计算机控制与应用、机电一体化、智能制造、现代制造技术以及现代制造系统的可靠性与诊断等。
2008年12月，在广东汕头召开的“第二届全国智能制造学术会议”上，周祖德教授的博士生谢鸣投搞的3篇论文其中一篇论文被发现有抄袭他人论文嫌疑，谢鸣向组委会提交了情况说明，表示论文第一作者周祖德教授完全不知情，同时向大会提交了撤稿申请。事后周祖德表示对抄袭事件负有疏于教育管理责任。

## 头衔
- 中国机械工程学会和美国工程师学会高级会员
- 中国汽车工程学会常务理事
- 中国机械工程杂志社第四届董事会副董事长
- 国际杂志“车辆振动与噪声”编委
- 国际生产工程研究会CIRP会员
- 全国高校管理研究会常务理事
- 武汉市政府咨询委员会副主任